# Miguel de Luna

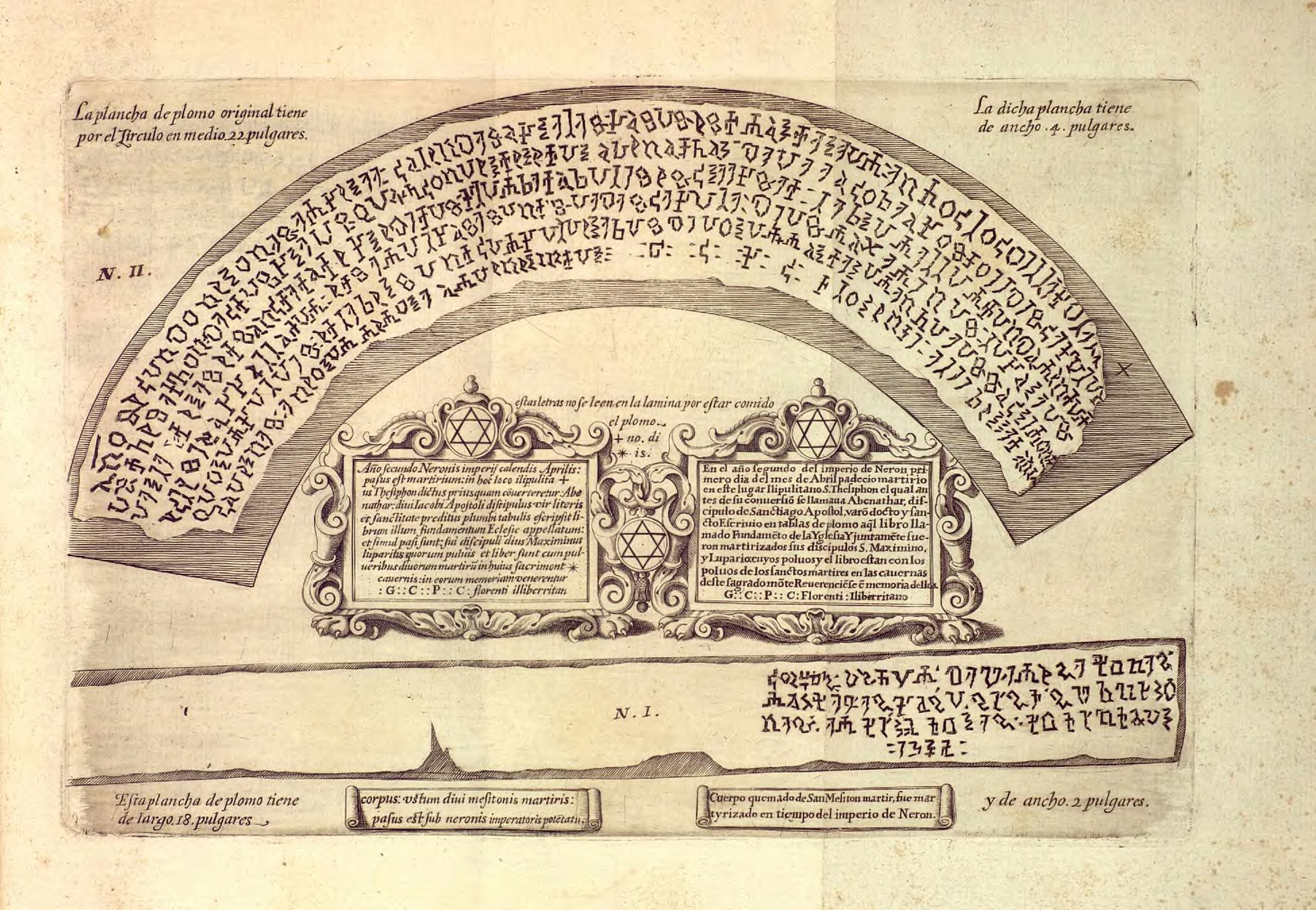
Reproducción de la plancha de plomo dando cuenta del martirio de san Thesiphon. Diego Nicolás Heredia Barnuevo, Mystico ramillete historico, chronologyco, panegyrico, texido de las tres fragrantes flores del nobilissimo antiguo origen, exemplarissima vida, y meritissima fama posthuma del Ambrosio de Granada ... el Illmo. y V.Sr. Don Pedro de Castro, Vaca y Quiñones ... Arzobispo de Granada, y Sevilla, y Fundador Magnifico de la Insigne Iglesia Colegial del Sacro Monte Illipulitano. Impreso en Granada en la Imprenta Real, 1741. Grabados a buril sobre cobre en su mayor parte de Francisco Heylan y alguno fechado en 1624, aprovechando las planchas creadas para la Historia eclesiástica de Granada de Justino Antolínez que quedó sin publicar.

Miguel de Luna (Granada, ca. 1550-Granada, 1619) fue un médico, escritor, historiador y traductor español de los siglos XVI y XVII.
Descendía de una familia morisca procedente de Baeza, y fue intérprete de árabe del rey Felipe II. Publicó La historia del rey don Rodrigo y pérdida de España, en 1592, y una segunda parte, que incluía la vida del rey Jacob Almanzor, en 1600. Esta última pasaba por ser una traducción de una crónica árabe del siglo VIII, aunque pronto se descubrió la falsedad de tales pretensiones. No obstante llegó a reeditarse en diversas ocasiones, e incluso llegó a traducirse al italiano.
No es por estas obras y algunos otros manuscritos conservados por lo que Luna ha sido recordado fundamentalmente, sino por haber sido uno de los traductores de los llamados Libros Plúmbeos hallados en la colina de Valparaíso, posteriormente llamada Sacromonte, a las afueras de Granada, a fines del siglo XVI. Estos libros, que pretendían remontarse a principios de la era cristiana y que estaban redactados en árabe, latín y castellano, acabaron por ser considerados una falsificación, tendente a favorecer un sincretismo entre Cristianismo e Islam, todo ello en la perspectiva de la presencia morisca y sus problemas y controversias en la España del siglo XVI. Luna, junto a Alonso del Castillo, fue uno de los encargados de traducir los plomos y su contenido, pero muchos estudiosos, desde José Godoy Alcántara, que lo califica de «poco conocedor de la lengua latina y de la Biblia, legendario vulgar, intencionado pervertidor del dogma, procesado por el Santo Oficio», y le atribuye la falsificación material de la mayor parte de aquellos libros, al que siguen Menéndez Pelayo Julio Caro Baroja o Fernando Sánchez Dragó, han considerado que también ellos fueron los redactores de la falsificación. Tras larga disputa, los plomos del Sacromonte fueron considerados falsos, dada la evidencia del anacronismo de su lenguaje e ideas, por la Iglesia católica a fines del siglo XVII.